# Schizonycha gracilis
Schizonycha gracilis är en skalbaggsart som beskrevs av Brenske 1898. Schizonycha gracilis ingår i släktet Schizonycha och familjen Melolonthidae. Inga underarter finns listade i Catalogue of Life.